# Стилове на китайските бойни изкуства
Концепцията за стилове на китайските бойните изкуства възниква чак по време на Династия Мин (1368 – 1644). Преди този период уменията в бойните изкуства се разграничавали само по техния произход. 
Днес има хиляди различни стилове на китайските бойни изкуства, множество различни стилове с техните собствени различни техники и идеи. Има теми които са общи и което позволява да бъдат групирани според общи „семейства“ (家, jiā), „секти“ (派, pai), „класове“ (門, men) или „школи“ (教, jiao) на стиловете на бойните изкуства. Има стилове, които използват подражаващи на животните движения и други, които имат вдъхновение от различни китайски философи и митологии. Някои стилове възлагат своя фокус върху концентрирането и култивирането на чи, докато други се концентрират основно върху състезателността и показването на техники. Тази голяма вариетивност на стилове води и до множество схеми за класификация.

## Класификация

### Вътрешни и външни
Разграничението между вътрешни и външни стирове (外内) идва от Юан Жонгзи от 1669.
Стенли Хенинг предполага че разграничението на Жонгзи идентифицира вътрешните бойни изкуства с Даоизма, който е местен за Китай, а външните бойни изкуства с чуждестранния Будизъм, на който Жонгзи е бил против – и това може да е било акт на политическа диференциация, отколкото на техническа класификация.
Според други класификацията на външни и вътрешни става популярна едва през републиканския период.

### Религиозна класификация
Китайските бойни изкуства са важен компонент на китайската култура и също са повлияни от религиите Будизъм и Даоизъм, които са основни за Китай.

#### Будистки стилове
Будистки стилове (佛教, Fojiao) включват китайски бойни изкуства, които произлизат или са практикувани в будистки храмове и са разпространени по-късно сред светската общност. Тези стилове често включват будистка философия, образност и метафорика, и принципи. Най-известни са шаолинските стилове, както и свързаните с тях стилове като Шаолин цюан, Цайлифо, Лохан цюан, Драконов стил и Бял жерав.

##### Шаолинско кунгфу
Терминът „Шаолин“ е използван да се отнася към тези стилове, които могат да бъдат проследени като произход до Шаолин, независимо дали това е самият манастир Шаолин в провинция Хънан, или друг манастир, асоцииран с Шаолин, като например Южния шаолински манастир в провинция Фудзиен или дори странстващи шаолински монаси. По-рестриктивни дефиниции включват само тези стилове, които се практикуват и могат да бъдат видяни само в самите храмове или дори оригинално характерните за Хенан. Най-широката дефиниция включва всички извън-храмови стилове на бойните изкуства, макар че това е по-скоро свързано с атрактивността на самото име Шаолин. Тази група е асоциирана към Чан (Зен) Будизма.

#### Даоистки стилове
Даоистки стилове (道教; Dàojiào) са асоциирани с Даоизма. Те включват китайски бойни изкуства, които са създавани и тренирани основно в даоистки храмове или от даоистки аскети, които ги разпространяват сред светската общност. Тези стилове включват бойните изкуства, тренирани в храмовия комплекс Удан и често включват даоистки принципи, философия и образи. Сред тях Тайдзи цюан, Удан цюан, Ба гуа джан и други.